# Psettina gigantea
Psettina gigantea es una especie de pez de la familia Bothidae en el orden de los Pleuronectiformes.

## Hábitat
Es un pez de mar muy común por zonas de agua de profundidad media, suele nadar a ras del suelo marino.

## Morfología
• Pueden llegar alcanzar los 13 cm de longitud total.

## Distribución geográfica
Se encuentra desde las  costas del Japón hasta el Mar de la China Meridional. También en Australia, sur de Indonesia y Filipinas.